# توم نونان
توم نونان (بالإنجليزية: Tom Noonan)‏ (و. 1951 – م) هو ممثل، ومخرج سينمائي، وكاتب سيناريو، وكاتب مسرحي، وملحن، وممثل صوت، ومونتير، ومنتج أفلام، وممثل تلفزيوني من الولايات المتحدة الأمريكية . ولد في غرينويتش .

## التعليم
تعلم في مدرسة ييل للدراما

## جوائز وترشيحات
حصل على جوائز منها:
- Grand Jury Prize Dramatic [الإنجليزية]‏، عن عمل:What Happened Was (1994)
- زمالة غوغنهايم.

ترشح لـ:
- Independent Spirit Award for Best First Screenplay، عن عمل:What Happened Was (1995).

## روابط خارجية
- توم نونان على موقع IMDb (الإنجليزية)
- توم نونان على موقع روتن توميتوز (الإنجليزية)
- توم نونان على موقع قاعدة بيانات الأفلام العربية
- توم نونان على موقع ألو سيني (الفرنسية)
- توم نونان على موقع أول موفي (الإنجليزية)
- توم نونان على موقع قاعدة بيانات الأفلام السويدية (السويدية)
- توم نونان على موقع إن إن دي بي (الإنجليزية)
- توم نونان على موقع قاعدة بيانات الفيلم (الإنجليزية)
- توم نونان على موقع كينوبويسك (الروسية)